# Französische Badmintonmeisterschaft 1991
Die Französische Badmintonmeisterschaft 1991 fand in Lille statt. Es war die 42. Austragung der nationalen Titelkämpfe im Badminton in Frankreich.

## Titelträger
| Disziplin    | Sieger                                |
| ------------ | ------------------------------------- |
| Herreneinzel | Etienne Thobois                       |
| Dameneinzel  | Christelle Mol                        |
| Herrendoppel | Franck Panel Stéphane Renault         |
| Damendoppel  | Christelle Mol Virginie Delvingt      |
| Mixed        | Christophe Jeanjean Virginie Delvingt |